# Pasiasula
Pasiasula is een monotypisch geslacht van spinnen uit de  familie van de Thomisidae (krabspinnen).

## Soort
- Pasiasula eidmanni Roewer, 1942